# Bluff (película)
Bluff es una película colombiana del 2007, escrita y dirigida por Felipe Martínez Amador.

## Sinopsis
Nicolás, un fotógrafo exitoso de una revista, encuentra en su casa a su novia, Margarita, a punto de serle infiel con el dueño de la revista, Pablo Mallarino. Pablo despide a Nicolás, su novia lo echa y su vida da un giro inesperado. Sin un peso en el bolsillo y emocionalmente quebrantado, jura vengarse y chantajea a su exjefe. Sin embargo, Nicolás se ve sorprendido cuando Pablo le ofrece una propuesta impensable.

## Premios Nacionales
- Producción de Largometrajes-Fondo para el Desarrollo Cinematográfico.[1]

## Premios Internacionales
- Premio del Público-Miami International Film Festival-EE. UU.-2007
- Tous les Cinémas du Monde-Cannes Festival-Francia-2007[1]